# Генерални секретаријат Владе Републике Српске
Генерални секретаријат Владе Републике Српске врши стручне и друге послове за потребе Владе Републике Српске.

## Дјелокруг
У Генералном секретаријату обављају се послови којима се обезбјеђује ефикасност, рационалност и јавност рада Владе Републике Српске и њених радних тијела. Радом Генералног секретаријата руководи и одговоран је за његов рад генерални секретар Владе, којег на предлог предсједника Владе именује Влада Републике Српске.
Генерални секретар се стара о извршавању аката Владе Републике Српске, о припреми њених сједница и помаже предсједнику Владе. Наредбодавац је за финансијско и материјално пословање.
Помоћнике генералног секретара, из реда запослених, на предлог генералног секретара именује Влада Републике Српске.

## Организација
Унутар Генералног секретаријата постоје сљедеће организационе јединице:
- Кабинет предсједника Владе;
- Јединица за интерну ревизију;
- Одјељење за стратешко планирање;
- Одјељење за сарадњу са представницима Републике Српске у заједничким институцијама БиХ;
- Сектор за сједнице Владе;
  - Одјељење за припрему и реализацију сједница Владе;
- Сектор за финансије, рачуноводство и возни парк;
  - Одјељење за финансије и рачуноводство;
  - Одјељење за управљање возним парком;
    - Одсјек за возни парк;
- Сектор за правне и опште послове;
  - Одјељење за правне и опште послове;
  - Одјељење за административно-техничке послове;
  - Одjeљење за представке грађана, удружења грађана и фондација;
- Сектор — Биро за односе са јавношћу;
- Сектор за информационе технологије;
  - Одјељење за електронску Владу;
    - Одсјек за техничку подршку сједницама Владе.

Уз Генерални секретаријат постоји и Служба за заједничке послове Владе Републике Српске.